# Делль, Жорис
Жорис Делле (фр. Joris Delle; родился 29 марта 1990, Брие, Франция) — французский футболист, вратарь. Выступал за клубы «Метц», «Ницца». Экс-игрок молодёжных сборных Франции.

## Клубная карьера
В сезоне 2009/10, Делле был четвертым вратарем основного состава клуба «Метц» и первым вратарем резервной команды «Метц B». Жорис сыграл в 11 матчах, а «Метц» стал чемпионом Любительского чемпионата Франции 2, заканчивая сезон со 107 очками. 20 августа 2010 года сделал свой профессиональный дебют в матче Лиги 2 в победном матче против «Ванна», и оставив ворота в неприкосновенности (2:0). 
2 июля 2012 года, присоединился к клубу Лиги 1 «Ницце», подписав контракт на четыре года.